# فشل الناظمة القلبية
فشل الناظمة القلبية (بالإنجليزية: Pacemaker failure)‏ ھو عدم قدرة جھاز النّاظمة القلبيّة الاصطناعيّة المزروعه على أداء وظیفتها المُعده لھا في تنظیم ضربات القلب. یَستَخدم جھاز النّاظمة القلبيّة (pacemaker) نبضات كھربائیة موصولة بأقطاب كھربائیة من أجل قبضِ عضلات القلب. یُطلق مصطلح فشل جھاز النّاظمة القلبيّة عندما تتكرر الحاجة لإجراءات جراحیّة -متعلقّة بالجھاز النّاظمة القلبيّة- بعد الزراعة الأولیة. معظم أجھزة نَظم القلب المزروعة تكون ذات غرفتین ولدیھا سِلكَي توصیل، لذلك یأخذ زرع ھذه الأجھزة وقتاً أطول بسبب أنھا أكثر تعقیداً. قد تساھم ھذه العوامل في زیادة معدل المضاعفات التي یمكن أن تؤدي إلى فشل الجھاز النّاظمة القلبيّة.
زُرِعَ ما یقرب 2.25 ملیون جھاز ناظمة قلبية في الولایات المتحدة الأمریكیة بین 1990 و 2002 . نحو 8,834 من ھذه الأجھزة أزُیلت من المرضى بسبب عطل جھازيّ مرتبط بخلل في المولدّ وھذا السبب ھو الأكثر شیوعا. في السبعینیات من القرن الماضي أشارت نتائج دراسة أوریغون (Oregon) إلى أن 10% من أجھزة النظم القلبیّة المزروعة قد فشلت خلال الشھر الأول. ووجدت دراسة أخرى أن أكثر من نصف مضاعفات جھاز النّاظمة القلبيّة حدثت خلال الأشھر الثلاثة الأولى بعد الغرس. تشمل أسباب فشل جھاز النّاظمة القلبيّة: الفشل المتعلق بالقطب وعطل في وحدة مولد النّبضات ومشاكل في موقع الغرس، والفشل المتعلق بالتعرض لجھد كھربائي عالي أو مُویجات صغیرة (مایكرویّة) عالیة الكثافة، إضافة إلى مجموعة منوّعة (أحد المرضى قد أصیب بتسرع قلب بطیني(ventricular tachycardia) عند استعماله آلة الحلاقة. مریض آخر كان قد أصیب بتنبِیه حجابيّ مستمر). عطل جھاز الناظمة القلبية قادر على التسبب في إصابة خطیرة أو الموت ولكن إذا اكتُشِف عُطله قبل زمن كافٍ یمكن للمرضى الاستمرار في العلاج اللازم بمجرد حلّ المضاعفات.

## الأعراض
- دُوارٌ معتدل أو شعور بخفة الرأس أو الشعور بوشك فقدان الوعي (lightheadedness).
- الإغماء (Syncope).
- تسرّع أو تباطؤ في عدد ضربات القلب.
- الشعور بانزعاج في منطقة الصدر.
- خفقان (palpitation).
- الفوُاق أو الحازوقة (Hiccups).[4]

## الأسباب

### العوامل المباشرة
•  انزیاح القطب
-الانزیاح الكبیر یُرى شعاعیاً
-الانزیاح الصغیر ھو انتحاء صغیر في القطب الذي لا یُرى في الأشعة السینیّة الصدریة ولكنه قادر على زیادة العتبة المسؤولة عن تفعیل عضلة القلب والتسبب في النھایة بفقدان الانقباض.
-انزیاح القطب یمكن أن یسبب فشلَ الاستشعار الذي یحدث عندما لا یتحقق الاستشعار الأذیني أو البطیني المناسب عن طریق برمجة جھاز الناظمة القلبية. انخلاع القطب البطیني أقل شیوعاً مقارنة بانخلاع القطب الأذیني.
-الأسباب:
-متلازمة تويدلر(Twiddler's Syndrome):
یمكن أن یؤدي تلاعب المریض المستمر بمولد النبض داخل جیب الجلد إلى انخلاع الجھاز. وقد یدور المولد حول محوره الطولي؛ مما یتسبب في جرّه ویؤدي إلى انزیاح القطب.
-متلازمة ريل(Reel's Syndrome):
تُشبه متلازمة تویدلر؛ وھي أیضا تلاعب بمولد النبض ولكن یدور فیھا المولد حول مِحوره العرضيّ لا الطوليّ ویلتف القطب حول المولد؛ ما یؤدي إلى حدوث انخلاع.
-صدمة مباشرة على الجھاز (جھاز ناطمة خطا القلب)
- انكِسارُ القطب[2]

-عطلٌ في وحدة مولدّ النّبضات
-فشل البطاریّة أو عطل مركب أو فشل المولد.
مشاكلٌ في مكان غرس الجھاز
-یمكن للعدوى الإنتانیّة ي مكان الغرس أن تُسبّب التھاباً موضعیاً أو أن تكوّن خرّاجا في جیب مولد النبض.
- یمكن للعدوى الإنتانیة أن تتسبب في تآكل جزء من الجھاز النّاظمة للخُطا الموجود في الجلد.
حالات الفشل المتعلقة بالتعرض لجھد كھربائي عالي أو المویجات الصغیرة (المایكرویّة) عالیة الكثافة.

### العوامل غير المباشرة
● یمكن لمِعدّات تولید الطاقة ومعدات اللِّحام القوسيّ والمغناطیسات القویة ( كما في الأجھزةالطبیّة أو المعدات الثقیلة أو المحركات) أن تُثبّط عمل مولدِات النبض. ینبغي أن یعرف المرضى الذین یتعاملون مع ھذه المعدات أو یبقون بالقرب منھا بأن الأجھزة النّاظمة القلبیّة الخاصّة بھم قد لا تعمل بشكل صحیح في مثل ھذه الظروف.
● مع تقدم التكنولوجیا، أصبحت ھیئة الاتصالات الفیدرالیة (FCC) تطلق ترددات جدیدة واستخدام الھواتف المحمولة لھذه الترددات قد تجعل الأجھزة النّاظمة القلبیّة أقل فعالیة؛ لذلك بدأت بعض شركات الھواتف المحمولة دراسة ھذه الاحتمالیة.
● المعدّات التي یستخدمھا الأطباء وأطباء الأسنان یمكن أن تؤثر أیضا على الأجھزة النّاظمة القلبیّة.
● یستخدم التصویر بالرنین المغناطیسي (MRI) مغناطیساً قویاً لإنتاج صور للأعضاء الداخلیّة ووظائفھا. تنجذب الأجسام المعدنیّة للمغناطیس لذلك عادةً؛ لا یُسمح بوجود أجھزة النظم بجانب آلات التصویر بالرنین المغناطیسي ویمكن للمغناطیس تعطیل الجھاز وتثبیط ناتج الطاقة (كمیة الطاقة التي یتنجھا الجھاز مقدرة بالمیلي أمبیر لإنتاج نبضة) لأجھزة النّظم القلبيّ. إذا كان لابدّمن إجراء التصویر بالرنین المغناطیسي (MRI)، فیمكن إعادة برمجة ناتج طاقة الجھاز النّاظمة القلبيّة في بعض طرازاته. في فبرایر 2011، وافقت إدارة الغذاء والدواء الأمریكیة (FDA)على جھاز نظم آمن للتصویر بالرنین المغناطیسي.
● العلاج بالموجات الصّادمة (ESWL) یعد آمناً لمعظم مرضى الجھاز النّاظمة القلبيّة ولكن قد یلزم إعادة برمجة الجھاز. ولا یخلو الأمر من المتابعة الحذرة للمریض بعد الإجراء اللازم. ولزامٌ على المرضى الذین لدیھم أنواع معینة من الأجھزة المزروعة في البطن تفادي العلاج بالموجات الصادمة.
● الإشعاع التّشخیصيّ (مثل الفحص بالأشعة السّینیة) أظھر أنه لا یملك تأثیراً على أجھزة النّظم القلبیّة ومع ذلك فإن الإشعاع العلاجي (مثل علاج الأورام السرطانیة) قد یُضُِّر بدوائر جھازالنّظم القلبیة ودرجة الضرر لا یمكن التنبؤ بھا، وقد تختلف باختلاف الأنظمة المستعملة. ومع ذلك؛ فإن الخطر كبیر ومتراكم مع زیادة الجرعة الإشعاعیّة وتوصيّ منظمة القلب الأمریكیة(AHA) بأن یكون الجھاز النّاظمة القلبيّة محمیاً قدر المستطاع، وإبعاده إن كان موقعه مباشرللمجال الإشعاعي.
● یَستخدم الإنفاذ الحراريّ بالموجة القصیرة أو الصغرى(micro) إشاراتٍ عالیة التردّد والكثافة، وقد تتجاوز ھذه الإشارات نظام حمایة الضوضاء في الجھاز النّاظمة القلبيّة وتتداخل مع ترددات مولد النّبض أو قد تتلفه بشكل كامل.

## الوقایة
الوقایة من انزیاح الأقطاب:
- الغرس الجراحيّ الملائم.
- استخدام التثبیت الفعال للأقطاب.
- التّحقّق من مواقع الأقطاب في 24-48 ساعة التي تَلي الغرس.

## العلاج
علاج إزاحة الأقطاب:
- الإزاحة المبكرة: إعادة تموضع القطب جراحیًا أو عن طریق الجلد.
-ا لإزاحة المتأخرة: غرس قطب جدید في الحجرة القلبیّة التي انزاحَ عنھا القطب.